# Радобић
Радобић је насеље у Србији у општини Мионица у Колубарском округу. Према попису из 2022. било је 281 становника.

## Демографија
У насељу Радобић живи 270 пунолетних становника, а просечна старост становништва износи 40,2 година (39,3 код мушкараца и 41,0 код жена). У насељу има 93 домаћинства, а просечан број чланова по домаћинству је 3,52.
Ово насеље је великим делом насељено Србима (према попису из 2002. године), а у последња три пописа, примећен је пад у броју становника.
|  |

| Демографија | Демографија | Демографија |
| Година      | Становника  | Становника  |
| ----------- | ----------- | ----------- |
| 1948.       | 459         |             |
| 1953.       | 444         |             |
| 1961.       | 374         |             |
| 1971.       | 347         |             |
| 1981.       | 360         |             |
| 1991.       | 337         | 337         |
| 2002.       | 327         | 338         |

| Етнички састав према попису из 2002.‍ | Етнички састав према попису из 2002.‍ | Етнички састав према попису из 2002.‍ | Етнички састав према попису из 2002.‍ | Етнички састав према попису из 2002.‍ |
| ------------------------------------ | ------------------------------------ | ------------------------------------ | ------------------------------------ | ------------------------------------ |
|                                      |                                      |                                      |                                      |                                      |
| Срби                                 | Срби                                 |                                      | 326                                  | 99,69%                               |
| непознато                            | непознато                            |                                      | 1                                    | 0,30%                                |

| Година пописа     | 1948. | 1953. | 1961. | 1971. | 1981. | 1991. | 2002. |
| ----------------- | ----- | ----- | ----- | ----- | ----- | ----- | ----- |
| Број домаћинстава | 83    | 86    | 89    | 91    | 98    | 89    | 93    |

| Број чланова      | 1  | 2  | 3  | 4  | 5  | 6 | 7 | 8 | 9 | 10 и више | Просек |
| ----------------- | -- | -- | -- | -- | -- | - | - | - | - | --------- | ------ |
| Број домаћинстава | 11 | 24 | 19 | 10 | 14 | 7 | 6 | 1 | 1 | 0         | 3,52   |

| Пол    | Укупно | Неожењен/Неудата | Ожењен/Удата | Удовац/Удовица | Разведен/Разведена | Непознато |
| ------ | ------ | ---------------- | ------------ | -------------- | ------------------ | --------- |
| Мушки  | 133    | 34               | 88           | 4              | 5                  | 2         |
| Женски | 143    | 24               | 91           | 25             | 3                  | 0         |
| УКУПНО | 276    | 58               | 179          | 29             | 8                  | 2         |

| Пол    | Укупно                    | Пољопривреда, лов и шумарство | Рибарство                            | Вађење руде и камена | Прерађивачка индустрија       |
| ------ | ------------------------- | ----------------------------- | ------------------------------------ | -------------------- | ----------------------------- |
| Мушки  | 73                        | 36                            | 0                                    | 0                    | 18                            |
| Женски | 62                        | 31                            | 0                                    | 0                    | 12                            |
| УКУПНО | 135                       | 67                            | 0                                    | 0                    | 30                            |
| Пол    | Производња и снабдевање   | Грађевинарство                | Трговина                             | Хотели и ресторани   | Саобраћај, складиштење и везе |
| Мушки  | 0                         | 4                             | 5                                    | 1                    | 3                             |
| Женски | 1                         | 2                             | 5                                    | 0                    | 0                             |
| УКУПНО | 1                         | 6                             | 10                                   | 1                    | 3                             |
| Пол    | Финансијско посредовање   | Некретнине                    | Државна управа и одбрана             | Образовање           | Здравствени и социјални рад   |
| Мушки  | 0                         | 0                             | 4                                    | 0                    | 2                             |
| Женски | 2                         | 1                             | 0                                    | 1                    | 5                             |
| УКУПНО | 2                         | 1                             | 4                                    | 1                    | 7                             |
| Пол    | Остале услужне активности | Приватна домаћинства          | Екстериторијалне организације и тела | Непознато            | Непознато                     |
| Мушки  | 0                         | 0                             | 0                                    | 0                    | 0                             |
| Женски | 2                         | 0                             | 0                                    | 0                    | 0                             |
| УКУПНО | 2                         | 0                             | 0                                    | 0                    | 0                             |

## Галерија
- Радобић - панорама
- Радобић - панорама
- Радобић - сеоско домаћинство
- Радобић - сеоско домаћинство
- Радобић - сеоско домаћинство